# دیوید دوک
دیوید ارنست دوک (به انگلیسی: David Ernest Duke) (زادهٔ ۱ ژوئیه ۱۹۵۰) سیاست‌مدار، یهودستیز و یکی از رهبران بلندپایهٔ کوکلوس‌کلان آمریکا در سابق بوده‌است.

## سابقه نژادپرستی
دوک باورمند به برتری نژاد سفید است و به دلیل اینگونه باورهای نژادیش همواره مورد انتقادهای گسترده گرفته‌است. البته او خود را نه یک نژادگرا، که  یک راستین‌گرای نژادی می‌نامد. وی از پیوستگی نژادها با هم انتقاد می‌کند و باور دارد که بشر دارای حق آغازین نگهداری از مرده‌ریگ گذشتگان است.

## سابقه سیاسی
دوک نماینده پیشین انجمن قانون‌گذاری ایالتی لوئیزیانا از حزب جمهوری‌خواه آمریکا و کاندیدای مرحله یکم گزینش رئیس‌جمهور در آمریکا از هر دو حزب دموکرات و جمهوری‌خواه بوده‌است.
او بارها در انتخابات گوناگون از ایالتی تا ریاست جمهوری بخت خود را آزموده و همواره ناکام مانده‌است. وی در سال ۲۰۰۲ به جرم عدم پرداخت مالیات یک سال به زندان افتاد. وی مدت زیادی است در نیو اورلئان زندگی می‌کند و دو فرزند دارد.

## میهمان در کنفرانس هولوکاست تهران
او هم‌چنین از مهمانان گردهمایی هولوکاست تهران(۱۱تا۱۳ دسامبر ۲۰۰۶) بود که از سوی محمود احمدی‌نژاد رئیس‌جمهور وقت ایران بدین کنفرانس فراخوانده شده بود. وی در این‌باره گفته‌است که محمود احمدی‌نژاد مرد دلیری است که دربارهٔ این موضوع سخن می‌گوید.